# Hasatan
Hasatan is een bestuurslaag in het regentschap Padang Lawas Utara van de provincie Noord-Sumatra, Indonesië. Hasatan telt 122 inwoners (volkstelling 2010).